# Paltenbach
Der Paltenbach, auch nur Palten, am Oberlauf auch Niklbach, ist ein Nebenbach der Steyr bei Molln im südlichen Traunviertel in Oberösterreich.

## Lauf und Landschaft
Der Paltenbach entspringt am Nordfuß des Hohen Nock des Sengsengebirges, in Bereich der Feichtaualm, unterhalb der Feichtauhütte auf etwa 1340 m ü. A.. Südlich oberhalb liegen dort die Feichtauer Seen, zwei Karseen, die ohne oberflächlichen Ablauf sind. Der Oberlauf wird auch Niklbach genannt und liegt im Nationalpark Kalkalpen.
Der Paltenbach rinnt west-, dann nordwärts um den Ramsauer Größtenberg, mit dem Sengsengebirgskamm und dem nördlichen Vorberg Spitzberg linksufrig. Hier liegen ein Truppenübungsplatz (Schießplatz Ramsau-Molln), die Häuser Hopfing, und dann in einem Kessel Ramsau am Bach. Nordwestlich befindet sich bei letzterem ein unscheinbarer Talpass zum Mollnerbach, der Paltenbach knickt wieder westwärts, und fließt zwischen Spitzberg und Eibling. In dieser Weitung liegen Dorngraben, der Ort Palten und etwas abseits Forsthub.
Danach wendet er sich wieder nordwestwärts, hat eine Schlucht, und mündet nach etwa 15½ Kilometern Lauf bei Göritz, im Engtal Steyrdurchbruch, in die Steyr.

## Geschichte
Der Name ist 1336 urkundlich, als Gewässer- oder Flurname in der Palten und steht zu einer rekonstruierten urslawischen Wurzel *balta ‚Sumpf, Moor‘. Die Paltenmühl findet sich in der Ramsau verzeichnet, nicht beim heutigen Ort des Namens.
Der Bach ist gut wasserführend und gehörte zu den wichtigeren Werksbächen an der oberen Steyr.